# Hubblova razvrstitev galaksij
Hubblovo razvrstitev galaksij, ki razvršča različne tipe galaksij, je idejno razvil Edwin Powell Hubble leta 1925 in objavil leta 1936. Imenujejo jo tudi Hubblovo zaporedje ali graf glasbenih vilic, zaradi značilne oblike grafičnega prikaza. Galaksije so po njej razvrščene kot sledi:
|    |    |    |    |    |    |    |    |   | S0  | Sa  | Sb  | Sc  |  |    |
|    |    |    |    |    |    |    |    | / |     |     |     |     |  |    |
| E0 | E1 | E2 | E3 | E4 | E5 | E6 | E7 |   |     |     |     |     |  | Ir |
|    |    |    |    |    |    |    |    | \ |     |     |     |     |  |    |
|    |    |    |    |    |    |    |    |   | SB0 | SBa | SBb | SBc |  |    |

kjer so E0 do E7 eliptične, S0 in SB0 prehodni tip, Sa do Sd spiralne, SBa do SBd spiralne s prečko in Ir nepravilne galaksije. Njegovo razvrstitev je po njegovi smrti še naprej razvil Allan Rex Sandage in jo objavil leta 1961, zato jo imenujejo tudi Hubble-Sandageova razvrstitev galaksij.
- Eliptične galaksije imajo elipsoidno obliko s precej pravilno porazdelitvijo zvezd. Število podaja stopnjo izsrednosti: E0 galaksije so skoraj kroglaste, E7 pa močno sploščene.
- Lečaste galaksije (S0 in SB0) imajo po vsej verjetnosti kolutasto zgradbo, iz katere v sredini izhaja kroglasta izboklina. Takšna galaksije nimajo spiralne zgradbe.
- Spiralne galaksije imajo središčno jedro in kolut s spiralnimi kraki. Kraki so razporejeni okoli jedra in se razlikujejo od tesno navitih (Sa) do ohlapnih (Sc in Sd). Zadnja dva tipa imata tudi manj izrazita jedra.
- Spiralne galaksije s prečko imajo podobno spiralno zgradbo kot spiralne galaksije, vendar kraki ne izhajajo iz jedra ampak iz »prečke«, ki poteka skozi jedro. Podobno SBa do SBd označuje kako »tesno so naviti« kraki. Ta vrsta galaksij je manj pogosta od spiralnih.
- Nepravilne galaksije nimajo razločne ali pravilne oblike in se ne vklapljajo v preprosto Hubblovo razvrstitev.

Naša Galaksija je tipa SBbc in je verjetno spiralna galaksija s prečko, čeprav še ni povsem gotovo.
| Tip galaksije                 | Masa (Sončeve mase) | Svetilnost (Svetilnost Sonca) | Premer (kpc) | Zvezdna populacija                      | Odstotek opaženih galaksij |
| ----------------------------- | ------------------- | ----------------------------- | ------------ | --------------------------------------- | -------------------------- |
| Spiralne in spiralne s prečko | 109 to 1011         | 108 to 1010                   | 5-250        | kolut: Populacija I venec:Populacija II | 77%                        |
| Eliptične                     | 105 to 1013         | 105 to 1011                   | 1-205        | Populacija II                           | 20%                        |
| Nepravilne                    | 108 to 1010         | 107 to 109                    | 1-10         | Populacija I                            | 3%                         |

Hubble je sestavil svojo razvrstitev na podlagi fotografij galaksij z daljnogledi svojega časa. Verjel je, da so eliptične galaksije zgodnejša oblika, ki se kasneje razvije v spiralno. Naše sedanje znanje nakazuje, da je v grobem ravno obratno. Zaradi tega astronomi še vedno v žargonu govorijo o »zgodnejših« ali »poznejših tipih« galaksij glede na to na kateri strani v grafu leži posamezen tip.
Sodobna opazovanja so prinesla naslednje podatke o teh tipih:
- eliptične galaksije imajo v splošnem manj plina in prahu in so sestavljene v glavnem iz starejših zvezd,
- spiralne galaksije imajo v splošnem velike zaloge plina in prahu, zvezde v njih pa so vseh starosti,
- nepravilne galaksije so imojo veliko plina in prau, zvezde pa so mlade.

Iz teh opazovanj so astronomi izdelali teorijo razvoja galaksij, ki nakazuje, da so eliptične v bistvu posledica trkov spiralnih in/ali nepravilnih galaksij, ki izropajo veliko plina in prahu in naključno spremenijo zvezdne tire. Glej nastanek in razvoj galaksij.
| Ime            | Rektascenzija | Deklinacija | Hubblov tip |
| -------------- | ------------- | ----------- | ----------- |
| M49 (NGC 4472) | 12h 29.8m     | 8° 00'      | E4          |
| M59 (NGC 4621) | 12h 42.0m     | 11° 39'     | E3          |
| M60 (NGC 4649) | 12h 43.7m     | 11° 33'     | E1          |
| M84 (NGC 4374) | 12h 25.1m     | 12° 53'     | E1          |
| M86 (NGC 4406) | 12h 26.2m     | 12° 57'     | E3          |
| M89 (NGC 4552) | 12h 35.7m     | 12° 33'     | E0          |
| M110 (NGC 205) | 00h 40.4m     | 41° 41'     | E6          |